# Abaptista
Nello strumentario neurochirurgico antico, l'abaptista chiamato anche abaptiston era la parte del trapano con punta conica usato per le trapanazioni del cranio. A volte si indicava solo la parte seghettata di esso.

## Caratteristiche
La forma conica permetteva di evitare che, superato il resistente piano scheletrico, la punta si approfondisse improvvisamente nella massa cerebrale di consistenza molle provocandovi pericolose ferite. 
Veniva utilizzato anche per perforare la dura madre con danni minimi rispetto ad altri strumenti simili.